# Amblyothele kivumba
Amblyothele kivumba Russell-Smith, Jocqué & Alderweireldt, 2009 è un ragno appartenente alla famiglia Lycosidae.

## Etimologia
Il nome proprio della specie deriva dalla località ruandese di rinvenimento degli esemplari: il lago Kivumba.

## Caratteristiche
L'olotipo maschile rinvenuto ha lunghezza totale di 3,08mm; la lunghezza del cefalotorace è di 1,56mm; e la larghezza è di 1,10mm.

## Distribuzione
La specie è stata reperita nel Ruanda orientale: l'olotipo maschile è stato rinvenuto ad 1,5 chilometri dal lago Kivumba, nel Parco Nazionale dell'Akagera, appartenente al Distretto di Kayonza nella Provincia Orientale.

## Tassonomia
Al 2016 non sono note sottospecie e dal 2009 non sono stati esaminati nuovi esemplari.